# 東海岸公園大道
東海岸公園大道（英語：East Coast Parkway），簡稱ECP，沿著新加坡東南海岸行走，長大約20（12英里），連接新加坡樟宜机场與市中心，途經薛尔思桥，西端通往濱海高速公路，距離東端盡處1（0.62英里）經由樟宜立交橋連接泛岛高速公路。

## 外部連結
- 维基共享资源上的相關多媒體資源：東海岸公園大道
- Traffic cameras monitoring the ECP （页面存档备份，存于）

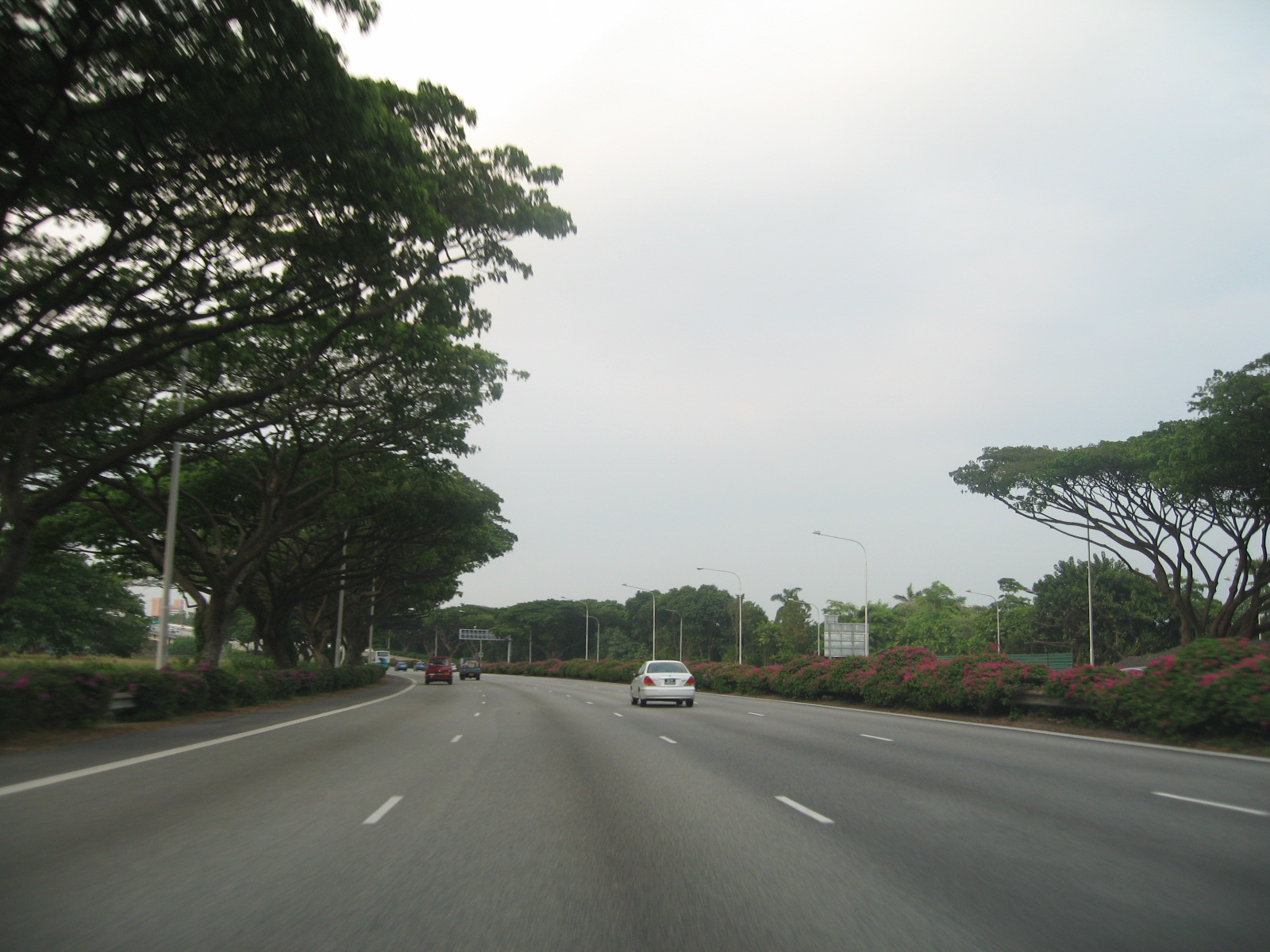
東海岸公園大道東行方向往新加坡樟宜机场（在薛尔思桥前）

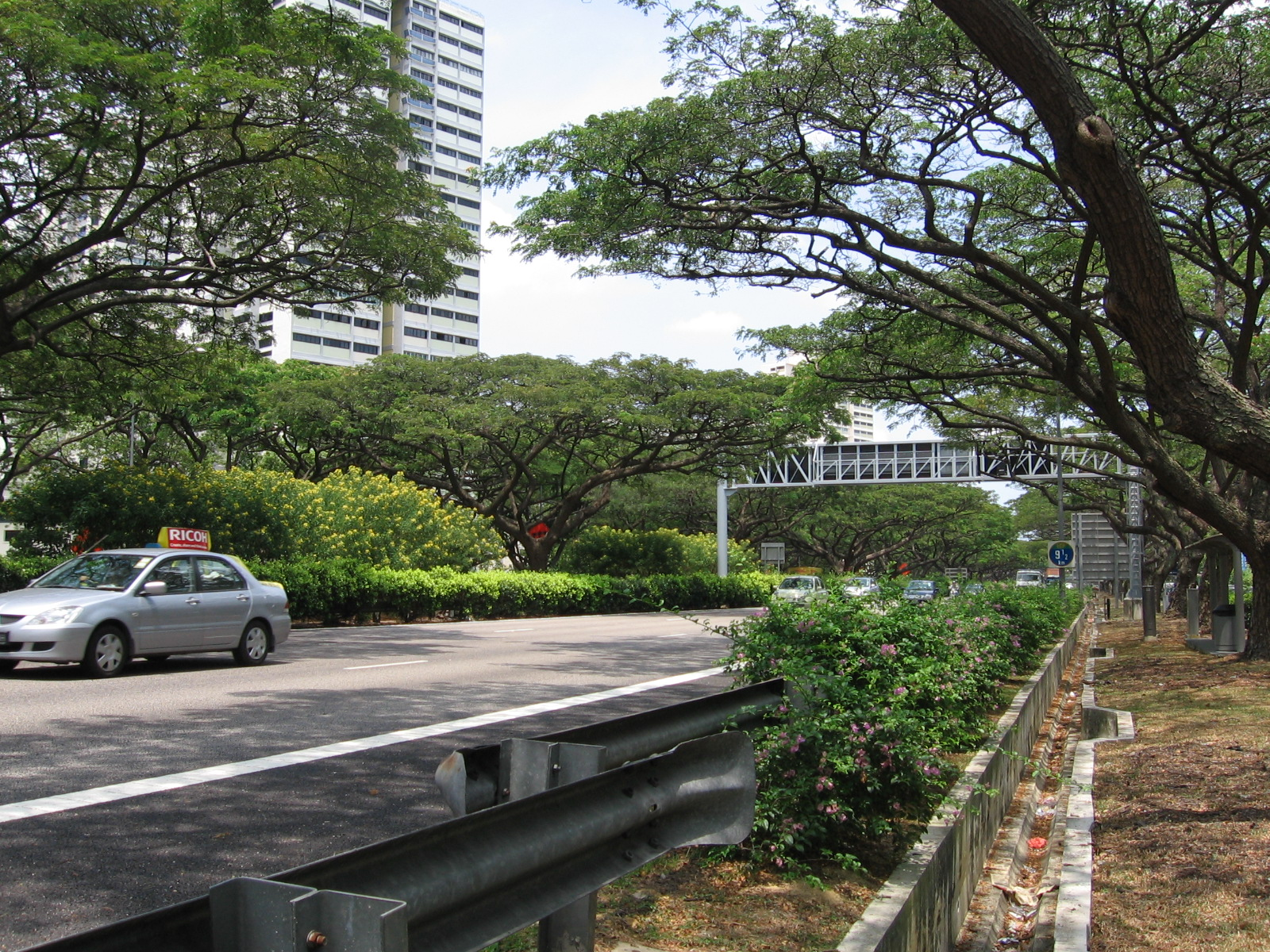
東海岸公園大道西行方向往市中心

- Infopedia article on East Coast Parkway